# Distretto di Kham Sakaesaeng
Il distretto di Kham Sakaesaeng (in thailandese: ขามสะแกแสง) è un distretto (amphoe) della Thailandia, situato nella provincia di Nakhon Ratchasima.